# أيزو 3166-2:AG

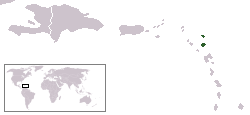

أيزو 31166-2:AG هو الجزء المخصص لأنتيغوا وباربودا في أيزو 3166-2، وهو جزء من معيار أيزو 3166 الذي نشرته المنظمة الدولية للتوحيد القياسي (أيزو)، والذي يُعرف رموز لأسماء التقسيمات الرئيسية (مثل الأقاليم، الجهات، المقاطعات أو الولايات) من جميع البلدان في ترميز أيزو 3166-1.
يتكون كل رمز من جزأين ، يفصل بينهما فاصلة أفقية. الجزء الأول هو AG ، وهو رمز ISO 3166-1 alpha-2 الخاص بأنتيغوا وبربودا. أما الجزء الثاني يتكون من رقمين:
- 03–08: تستخدم للمقاطعات الواقعة على أراضي أنتيغوا.
- 10–11: تستخدم للمناطق التابعة (جزيرة باربودا و جزيرة ريدوندا)

## الرموز الحالية
| الرمز | أسم المقاطعة |
| ----- | ------------ |
| AG-03 | سانت جورج    |
| AG-04 | سانت جون     |
| AG-05 | سانت ماري    |
| AG-06 | سانت باول    |
| AG-07 | سانت بيتر    |
| AG-08 | سانت فيليب   |
| AG-10 | باربودا      |
| AG-11 | ريدوندا      |